# Ingemar Ljungström
Ingemar Ljungström, född 30 januari 1953, är en svensk musiker och kompositör. Han var från 1971 medlem i gruppen Anna själv tredje, därefter Cosmic Overdose  1977–1981 och är från 1981 medlem i gruppen Twice a Man med sidoprojektet Butterfly Effect. Han använder ofta pseudonymen Karl Gasleben.
Sedan 2010 är han även medlem i gruppen Beehive Plains tillsammans med Peter Davidson och Olle Niklasson.

## Filmografi roller
- 2005 – Buss till Italien